# National Provincial Championship Division 3 1989
La National Provincial Championship Division 3 1989 fue la quinta edición de la tercera división del principal torneo de rugby de Nueva Zelanda.

## Sistema de disputa
Los equipos enfrentan a los equipos restantes de su zona en una sola ronda.
- El equipo que finaliza en la primera posición al finalizar el torneo se corona campeón y asciende directamente a la Segunda División.

## Clasificación
Tabla de posiciones
| Pos. | Equipo           | Encuentros | Encuentros | Encuentros | Encuentros | Tantos | Tantos | Tantos | PB | PB | Puntos |
| Pos. | Equipo           | PJ         | PG         | PE         | PP         | F      | C      | Dif    | BO | BD | Puntos |
| ---- | ---------------- | ---------- | ---------- | ---------- | ---------- | ------ | ------ | ------ | -- | -- | ------ |
| 1.º  | Wanganui         | 7          | 7          | 0          | 0          | 273    | 73     | +200   | 0  | 0  | 28     |
| 2.º  | South Canterbury | 7          | 5          | 0          | 2          | 276    | 76     | +200   | 0  | 2  | 22     |
| 3.º  | Horowhenua       | 7          | 5          | 0          | 2          | 159    | 103    | +56    | 0  | 1  | 21     |
| 4.º  | Nelson Bays      | 7          | 4          | 0          | 3          | 100    | 136    | -36    | 0  | 1  | 17     |
| 5.º  | Buller           | 7          | 4          | 0          | 3          | 90     | 145    | -55    | 0  | 1  | 17     |
| 6.º  | East Coast       | 7          | 2          | 0          | 5          | 68     | 203    | -135   | 0  | 0  | 8      |
| 7.º  | North Otago      | 7          | 1          | 0          | 6          | 64     | 158    | -94    | 0  | 3  | 7      |
| 8.º  | West Coast       | 7          | 0          | 0          | 7          | 64     | 200    | -136   | 0  | 2  | 2      |

|  | Campeón, asciende a Segunda División. |

| Bandera de Nueva Zelanda |
| Campeón Wanganui         |
| Primer título            |